# 美馬市立穴吹中学校
美馬市立穴吹中学校（みましりつ あなぶきちゅうがっこう）は、徳島県美馬市穴吹町穴吹字井口にある公立中学校。

## 基礎データ
最寄駅
- JR徳島線穴吹駅

## 沿革
- 1947年 - 穴吹中学校が開校。
- 1955年 - 町村合併により、徳島県美馬郡穴吹町穴吹中学校と改称。
- 2005年 - 市町村合併により美馬市立穴吹中学校となる。

## 校訓
- 自主
- 創造
- 勤労

## 校歌
- 作詞: 高橋新一郎
- 作曲: 近藤良三

## 通学区域が隣接している学校
- 美馬市立三島中学校
- 美馬市立脇町中学校
- 美馬市立江原中学校
- 吉野川市立山川中学校
- 美馬市立木屋平中学校
- つるぎ町立貞光中学校